# Nicolas Verhellen
Nicolas Verhellen (Elsene, 4 augustus 1870 – Pangu, 15 maart 1902) was een koloniaal officier in onafhankelijke Congostaat.

## Levensloop
- 1885-1890: Neemt dienst bij het eerste regiment Jagers te Voet en wordt bevorderd tot sergeant-majoor.
- 1890-1893: Wordt onderofficier van de Force Publique, verbonden aan de post van de Bangala, daarna in Basoko.
- 1894-1897: Benoemd tot luitenant te Matadi. Neemt deel aan de expeditie van Francis Dhanis naar de Opper-Nijl als adjunct van commissaris-generaal Gustave Leroi, die de voorhoede commandeerde. Krijgt te maken met de Opstand van de Batetela, soldaten die slecht werden behandeld en zich tegen hun Belgische officieren keerden. Vlucht naar Spélier in Baranga.
- 1898-1900: Aangesteld tot kapitein. Escorteert Richard Mohun en zijn gevolg tussen Mtoa en Stanley Falls (aanleg van telegraaflijn Tanganyikameer-Nijl). Werkt mee aan het stichten van koloniale posten op de Ruzizi en aan het Kivumeer. Betrokken bij het neerslaan van de naweeën van de Batetelarevolte (verdediging van het kamp van Sungula onder Dhanis).
- 1900-1902: Leidt de Compagnie des Magasins Généraux (Kasai).

## Archieven
Het Koninklijk Museum voor Midden-Afrika bezit een fonds Verhellen:
- Dagnotities over de Nijlexpeditie (30 september 1896 - 10 april 1897)
- Dagnotities over de telegraafexpeditie van Mohun (20 augustus 1898 - 26 december 1898);
- Brief aan zijn echtgenote Hortense over de gebeurtenissen in Sungula (Uvira, 22 oktober 1899);
- necrologische geschriften.

## Publicaties
- "L'expédition Dhanis. Interview de M. le lieutenant Verhellen. Récit détaillé de la sédition de l'avant-garde de l'expédition du Haut-Ituri et du massacre de ses officiers", in: L'Etoile Belge, 31 juli 1897 (herdrukt in Les Vétérans Coloniaux, 1946, nr. 7-8, p. 28-30 en nr. 9, p. 12-14)

## Voetnoten
1. ↑  Papiers VERHELLEN, Nicolas. 1896-1899. RG 586